# 小行星16444
小行星16444（16444 Godefroy）是一颗绕太阳运转的小行星，为主小行星带小行星。该小行星于1989年4月发现。

## 轨道参数
小行星16444的轨道半长轴为334 246 912 km（2.2342708 UA），离心率为0.188。